# Álvaro Soler
Álvaro Tauchert Soler, född 9 januari 1991 i Barcelona, är en spansk-tysk sångare. Hans låt "El mismo sol" gjorde 2015 succé i länderna Italien, Schweiz och Mexiko. Det spelades senare in en spansk-engelsk version av låten med Jennifer Lopez som gästartist som släpptes i USA, Storbritannien och världen över.
2016 släppte Soler låten "Sofia" som toppade listorna i de europeiska länderna och som har hamnat på förstaplatsen i Polen, Italien, Tjeckien, Slovakien, Belgien och Schweiz.